# Ренан Рібейру
Ренан Рібейру (порт. Renan Ribeiro, нар. 23 березня 1990, Рібейран-Прету) — бразильський футболіст, воротар.
Виступав, зокрема, за клуби «Спортінг» (Лісабон), «Атлетіку Мінейру», «Сан-Паулу» та «Ештуріл-Прая», а також молодіжну збірну Бразилії, у складі якої став чемпіоном Південної Америки та віцечемпіоном світу у 2009 році.

## Клубна кар'єра
Народився 23 березня 1990 року в місті Рібейран-Прету. Вихованець юнацьких команд футбольних клубів «Ботафогу Сан-Паулу» та «Атлетіку Мінейру».
У дорослому футболі дебютував 2009 року виступами за команду клубу «Атлетіку Мінейру», в якій провів чотири роки, взявши участь у 42 матчах чемпіонату.
На початку 2013 року Ренан Рібейру підписав попередній контракт із «Сан-Паулу», але з'явився в новому клубі лише в червні, оскільки «Атлетіко» і «Сан-Паулу» не дійшли згоди про дочасний перехід, в результаті чого Ренан змушений був пів року тренуватись окремо від «Атлетіко». Втім і після переходу Рібейру не отримав ігрової практики, оскільки решту 2013 і весь 2014 рік він був дублером легенди клубу Рожеріо Сені, що грав практично в кожній грі. Лише у 2015 році Ренан Рібейру дебютував у новій команді завдяки травмі Сені. Втім і після завершення кар'єри легендарного голкіпера «триколірних» Рібейру не став основним і 27 грудня 2017 року він припинив свій контракт із «Сан-Паулу».
У січні 2018 року Ренан став воротарем португальського клубу «Ешторіл Прая», де відразу став основним і до кінця сезону зіграв у 17 матчах, втім команда зайняла останнє 18 місце і покинула вищий дивізіон. Після цього 2 серпня 2018 року Рібейру перейшов на правах оренди на сезон у «Спортінг».

## Виступи за збірні
2007 року у складі юнацької збірної Бразилії був учасником юнацького чемпіонату світу в Південній Кореї.
2009 року залучався до складу молодіжної збірної Бразилії, у складі якої став переможцем молодіжного кубка Америки у Венесуелі, будучи основним воротарем на турнірі, зігравши у 9 матчах. Цей результат дозволив команді вийти на молодіжний чемпіонат, що пройшов того ж року, втім тут не був основним воротарем і на поле не виходив, а команда стала срібним призером змагань.

## Титули і досягнення
- Переможець Ліги Мінейро (2):

«Атлетіку Мінейру»: 2010, 2012
- Володар Кубка португальської ліги (1):

Спортінг (Лісабон): 2019
- Володар Кубок Португалії (1):

Спортінг (Лісабон): 2019
- Чемпіон Південної Америки (U-20): 2009